# Rebecca Peterson
Rebecca Peterson (Stockholm, 6 augustus 1995) is een tennisspeelster uit Zweden. Peterson begon met tennis toen zij vijf jaar oud was. Haar favoriete ondergrond is gravel. Zij speelt rechtshandig en heeft een tweehandige backhand.

## Loopbaan

### Enkelspel
Peterson debuteerde in 2010 op het ITF-toernooi van haar geboorteplaats Stockholm (Zweden). Zij stond in 2013 voor het eerst in een finale, op het ITF-toernooi van Båstad (Zweden) – hier veroverde zij haar eerste titel, door de Slowaakse Zuzana Luknárová te verslaan. Tot op heden(december 2022) won zij twaalf ITF-titels, de meest recente in 2021 in Rancho Santa Fe (VS).
In 2012 speelde Peterson voor het eerst op een WTA-hoofdtoernooi, via een wildcard op het toernooi van Båstad. In 2017 slaagde zij er voor het eerst in om zich te kwalificeren voor een grandslamtoernooi, op het US Open. Zij bereikte de halve finale op het toernooi van Acapulco 2018. Zij stond in 2019 voor het eerst in een WTA-finale, op het toernooi van Nanchang – hier veroverde zij haar eerste titel, door de Kazachse Jelena Rybakina te verslaan. Tot op heden(december 2022) won zij twee WTA-titels, de andere in Tianjin.
Haar beste resultaat op de grandslamtoernooien is het bereiken van de derde ronde, op het US Open 2018. Haar hoogste notering op de WTA-ranglijst is de 43e plaats, die zij bereikte in oktober 2019.

### Dubbelspel
Peterson debuteerde in 2009 op het ITF-toernooi van haar geboorteplaats Stockholm (Zweden) samen met landgenote Caroline Kållberg. Zij stond in 2013 voor het eerst in een finale, op het ITF-toernooi van Sharm-el-Sheikh (Egypte), samen met landgenote Malin Ulvefeldt – hier veroverde zij haar eerste titel, door het duo Alina Michejeva en Jillian O'Neill te verslaan. Tot op heden(december 2022) won zij zes ITF-titels, de meest recente in 2015 in Scottsdale (VS).
In 2012 speelde Peterson voor het eerst op een WTA-hoofdtoernooi, via een wildcard op het toernooi van Båstad, samen met landgenote Beatrice Cedermark. Zij stond in 2015 voor het eerst in een WTA-finale, op het toernooi van Rio de Janeiro, samen met de Belgische Ysaline Bonaventure – hier veroverde zij haar eerste titel, door het koppel Irina-Camelia Begu en María Irigoyen te verslaan. Tot op heden(december 2022) won zij twee WTA-titels, de andere in 2022 in Båstad, samen met de Japanse Misaki Doi.
Haar beste resultaat op de grandslamtoernooien is het bereiken van de kwartfinale, op het Australian Open 2022 samen met Russin Anastasija Potapova. Haar hoogste notering op de WTA-ranglijst is de 87e plaats, die zij bereikte in december 2022.

### Tennis in teamverband
In de periode 2014–2019 maakte Peterson deel uit van het Zweedse Fed Cup-team – zij behaalde daar een winst/verlies-balans van 9–10.

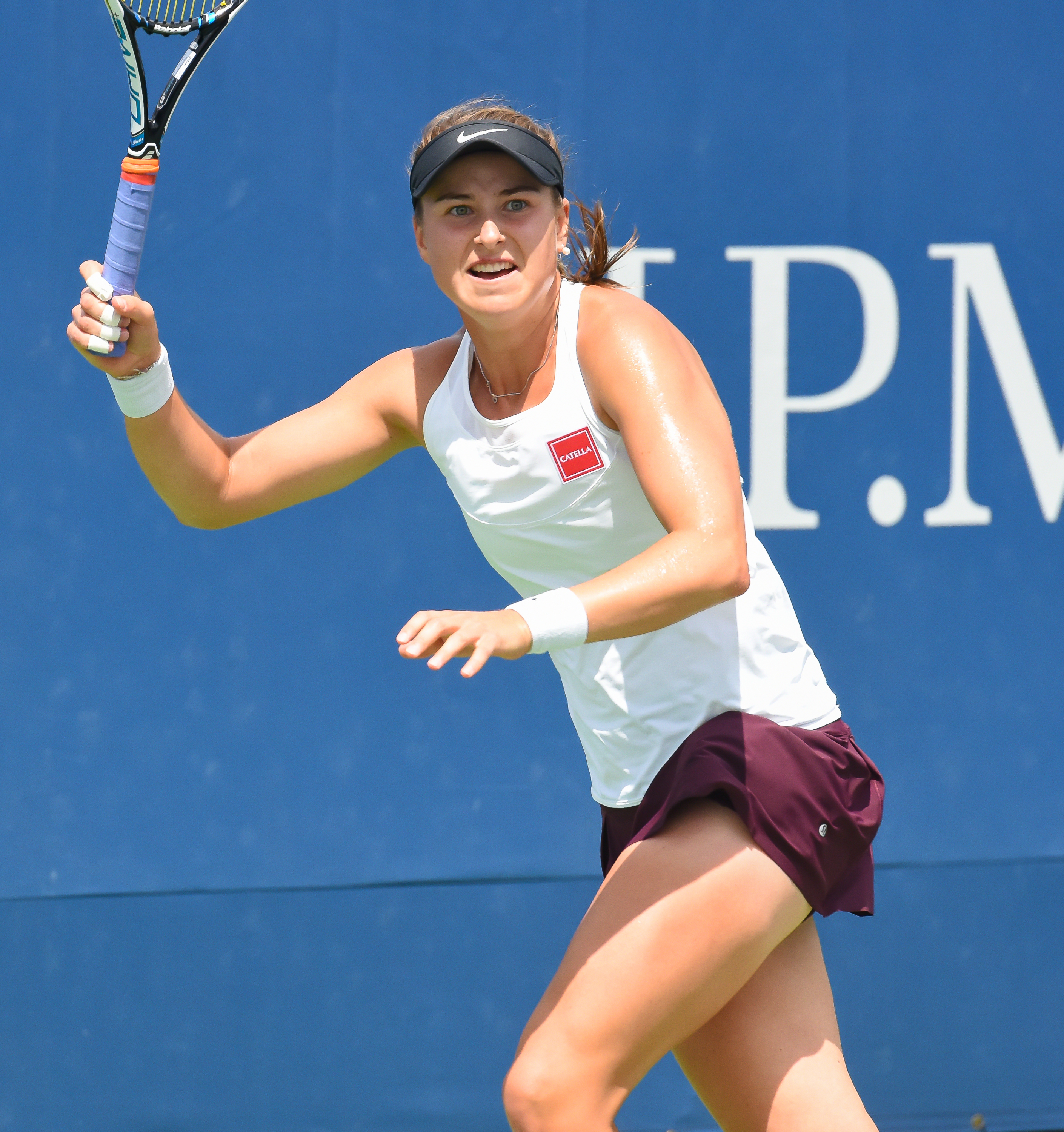
US Open 2017

## Posities op deWTA-ranglijst
Positie per einde seizoen:
| jaar | rang enkelspel | rang dubbelspel |
| ---- | -------------- | --------------- |
| 2011 | 1209           | –               |
|      |                |                 |
| 2013 | 440            | 707             |
| 2014 | 185            | 210             |
| 2015 | 138            | 105             |
| 2016 | 137            | 196             |
| 2017 | 196            | 368             |
| 2018 | 55             | 308             |
| 2019 | 43             | 261             |
| 2020 | 55             | 292             |
| 2021 | 86             | 393             |
| 2022 | 144            | 88              |

## Resultaten grandslamtoernooien
| Legenda | Legenda                          |
| ------- | -------------------------------- |
| g.t.    | geen toernooi gehouden           |
| l.c.    | lagere categorie                 |
| –       | niet deelgenomen                 |
| G       | uitgeschakeld in de groepsfase   |
| 1R      | uitgeschakeld in de eerste ronde |
| 2R      | uitgeschakeld in de tweede ronde |
| 3R      | uitgeschakeld in de derde ronde  |
| 4R      | uitgeschakeld in de vierde ronde |
| KF      | uitgeschakeld in de kwartfinale  |
| HF      | uitgeschakeld in de halve finale |
| F       | de finale verloren               |
| W       | het toernooi gewonnen            |
| w-v     | winst/verlies-balans             |

### Enkelspel
| toernooi        | 2017 | 2018 | 2019 | 2020 | 2021 | 2022 |
| --------------- | ---- | ---- | ---- | ---- | ---- | ---- |
| Australian Open | –    | –    | 2R   | 1R   | 1R   | 2R   |
| Roland Garros   | –    | 2R   | 2R   | 1R   | 2R   | –    |
| Wimbledon       | –    | 2R   | 1R   | g.t. | 1R   | 1R   |
| US Open         | 1R   | 3R   | 2R   | 1R   | 1R   | 1R   |

### Vrouwendubbelspel
| toernooi        | 2018 | 2019 | 2020 | 2021 | 2022 |
| --------------- | ---- | ---- | ---- | ---- | ---- |
| Australian Open | –    | 1R   | –    | 1R   | KF   |
| Roland Garros   | –    | 2R   | 1R   | 1R   | –    |
| Wimbledon       | –    | 2R   | g.t. | –    | –    |
| US Open         | 1R   | 1R   | –    | 2R   | 2R   |

## Palmares
| Legenda                 |
| ----------------------- |
| Grandslamtoernooi       |
| Olympische Spelen       |
| Year-End Championships  |
| Premier Mandatory       |
| Premier Five / WTA 1000 |
| Premier / WTA 500       |
| International / WTA 250 |
| Challenger / WTA 125    |

### WTA-finaleplaatsen enkelspel
| nr.              | finale     | toernooi     | ondergrond    | tegenstandster  | score         |         |
| ---------------- | ---------- | ------------ | ------------- | --------------- | ------------- | ------- |
| gewonnen finales |            |              |               |                 |               |         |
| 1.               | 2019-09-15 | WTA Nanchang | hardcourt     | Jelena Rybakina | 6-2, 6-0      | details |
| 2.               | 2019-10-13 | WTA Tianjin  | hardcourt     | Heather Watson  | 6-4, 6-4      | details |
| verloren finales |            |              |               |                 |               |         |
| 1.               | 2022-12-04 | WTA Andorra  | hardcourt (i) | Alycia Parks    | 1-6, 4-6      | details |
| 2.               | 2023-02-26 | WTA Mérida   | hardcourt     | Camila Giorgi   | 6-7, 6-1, 2-6 | details |

### WTA-finaleplaatsen vrouwendubbelspel
| nr.              | finale     | toernooi           | ondergrond | partner             | tegenstandsters                       | score            |         |
| ---------------- | ---------- | ------------------ | ---------- | ------------------- | ------------------------------------- | ---------------- | ------- |
| gewonnen finales |            |                    |            |                     |                                       |                  |         |
| 1.               | 2015-02-21 | WTA Rio de Janeiro | gravel     | Ysaline Bonaventure | Irina-Camelia Begu María Irigoyen     | 3-0, opg.        | details |
| 2.               | 2022-07-08 | WTA Båstad         | gravel     | Misaki Doi          | Mihaela Buzărnescu Irina Chromatsjova | walk-over        | details |
| verloren finales |            |                    |            |                     |                                       |                  |         |
| 1.               | 2018-01-27 | WTA Newport Beach  | hardcourt  | Jamie Loeb          | Misaki Doi Jil Teichmann              | 6-7, 6-1, [8-10] | details |